# 安·多德
安·多德（英語：Ann Dowd，1956年1月30日—），美国女演员。曾获得黄金时段艾美奖戏剧类电视系列剧最佳女配角。